# 伊桑·弗农
伊桑·弗农（英語：Ethan Vernon，2000年8月26日—），英国男子自行车运动员，2021年世界场地自行车锦标赛男子团体追逐赛铜牌得主、2022年世界场地自行车锦标赛男子团体追逐赛金牌得主和男子淘汰赛铜牌得主。